# 4312 Кнаке
4312 Кнаке (4312 Knacke) — астероїд головного поясу, відкритий 29 листопада 1978 року.
Тіссеранів параметр щодо Юпітера — 3,516.